# Oswaldo López Arellano
Oswaldo López Arellano (ur. 30 czerwca 1921 w Danlí, zm. 16 maja 2010 w Tegucigalpie) – honduraski polityk, dwukrotny prezydent kraju. 

## Zarys biografii
Urodził się w 1921. W 1939 wstąpił do wojska. Przeszedł szkolenie w amerykańskiej School of Military Aviation and Flight Training. 21 października 1956, w stopniu pułkownika, wziął udział w wojskowym zamachu stanu, który doprowadził do obalenia prezydenta Julio Lozano Díaza. W listopadzie 1957 został ministrem obrony i wszedł w skład trzyosobowej junty, która sprawowała rządy w kraju. Po objęciu w grudniu 1957 urzędu prezydenta przez Ramóna Villedę Moralesa López zachował swoje ministerialne stanowisko. 
3 października 1963 wojsko obaliło rząd Villedy. López stanął wówczas na czele rządu wojskowego. W lutym 1965 przeprowadzono wybory, nadzorowane przez wojsko, w których López odniósł zdecydowane zwycięstwo. Po objęciu władzy przystąpił natychmiast do odwołania zapoczątkowanych przez Villedę liberalnych reform. Rozpoczął równocześnie represje wobec związków zawodowych i opozycyjnej Partii Liberalnej. Wkrótce jednak dokonał zwrotu w swojej polityce. Przeprowadził w kraju reformę rolną i popierał tworzenie spółdzielni rolniczych. 
Przeprowadzone w 1971 wybory przyniosły zwycięstwo kandydatowi Partii Narodowej Ramónowi Ernesto Cruzowi. Nowy prezydent sprawował swój urząd bardzo krótko. 4 grudnia 1972 López, poparty przez kręgi przemysłowe i reformistyczne związki, dokonał kolejnego zamachu stanu i ponownie przejął władzę. 
22 kwietnia 1975 López został oskarżony wraz ze swoim ministrem finansów o korupcję i zmuszony do ustąpienia ze stanowiska prezydenta. Wycofał się wówczas z działalności politycznej i zajął się gospodarczą.